# Ohridsøen
Ohridsøen (makedonsk: Охридско Езеро, Ohridsko Ezero – albansk: Liqeni i Ohrit) er en sø på grænsen mellem det østlige Albanien og det sydvestlige område af Republikken Makedonien. To tredjedele af Ohridsøen ligger i Republikken Makedonien, resten i Albanien. 
Søen ligger 695 meter over havet og er omgivet af bjergkæderne Mokra og Jablanica på albansk side og Galicica på makedonsk side.
Ohridsøen er Europas syvendedybeste sø og samtidig en af verdens ældste. Den blev dannet for mellem fire og ti millioner år siden. Søen har et unikt økosystem med mere end 200 endemiske arter.
Det ligger tre byer langs kysten: Ohrid og Struga på den makedonske side og Pogradec i Albania. Det er også flere fiskerlandsbyer. men turisme er imidlertid en voksende indtægtskilde i området. I søens afvandingsområde bor der omkring 170.000 mennesker, hvoraf 131.000 bor helt tæt ved kysten (43.000 i Albanien og 88.000 i Makedonien). De historiske monumenter og de urørte områder rundt om Ohridsøen er tiltrækkende for turister. I 1980'erne besøgte mere end 200.000 søens makedonske del om året; men under Jugoslavien-krigene kollapsede turismen, som nu langsomt opbygges igen.
Ohridsøen og dens omgivelser  blev indskrevet på UNESCOs Verdensarvsliste i 1979.  I 2014 oprettedes Ohrid-Prespa grænseoverskridende biosfærereservat med et samlet areal på 593,29 km².

## Galleri
- Vandet forlader søen, Sorte Drin ved Struga
- Kalishta ved søens nordlige ende
- Sveti Naum Klostret ligger ved søens sydøstlige bred
- Søen med kirken Jovan Kaneo (Ohrid) i forgrunden